# Censura en Perú
La censura en Perú se refiere a todas las acciones que se pueden considerar como la supresión de la libertad de expresión en el país. En Perú, la censura ocurrió en diversas etapas de su historia por motivos políticos, con mayor énfasis en la prensa y el cine.

## Historia
Perú históricamente reconoció las ideas liberales en la entonces Constitución española de 1812.

### SigloXX
A inicios de 1926 se formó la Junta Censora de Películas para controlar contenido que considere el gobierno inapropiado para su exhibición. Esta se desarrolló desde 1947, como la Junta de Supervigilancia de Películas, organismo que velaba incluso en controlar ideas morales y políticas. En 1972, esta institución se renombró a la Comisión de Promoción Cinematográfica (Coproci), que fue responsable de emitir certificados para garantizar su exhibición en las salas de cines.
En 1939, durante el gobierno de Óscar R. Benavides, se ordenó a las radios que no emitieran 10 temas de música criolla. El músico Enrique Pozo Zegarra afirmó en un artículo de La Tribuna (1948) que Luis Molina, Pedro Espinel y Felipe Pinglo eran vetados en la radio Goicochea por supuestamente estar relacionados con ideas del aprismo.
Los gobiernos democráticamente elegidos del presidente Belaunde y Luis Bedoya Reyes también apelaron a la censura en repetidas ocasiones. Belaunde censuró varios libros, llegando a la quema de las requisas de estos. Por su parte, Bedoya Reyes recurrió a la fuerza para impedir la puesta en escena de obras progresistas, como La ópera de los tres centavos, de Bertold Brecht.
Durante el gobierno de Juan Velasco Alvarado no solo se aplicaron medidas contra las artes, sino también contra la prensa. Se implementó una nueva ley de prensa que ordenaba la expropiación de todos los periódicos de circulación nacional en 1974, además de permitir que el concesionario tuviera mayor posesión. En el gobierno, se cerraron los periódicos y se acusó a los editores de distorsionar sus informes para influir en el público, y se envió a los editores al exilio. Velasco también expropió los principales canales de televisión y estaciones de radio del país. Solo podían operar las plataformas de prensa que compartían los objetivos principales del régimen, alinear los medios de comunicación con el interés social del militar. Velasco utilizó a burócratas designados por el gobierno para revisar los artículos que se publicaban. Aunque Velasco logró ocultar opiniones opuestas en gran parte de la prensa, algunas organizaciones de prensa independientes lograron sobrevivir a fines de la década de 1970. Velasco fue derrocado en 1975 por Francisco Morales Bermúdez, quien consiguió revertir las medidas de su antecesor. Sin embargo, la censura se intensificó en 1978, cuando el gobierno de Morales Bermúdez estableció medidas para impedir la transmisión de programas de televisión y la circulación de revistas independientes en el país, con el objetivo de que la derecha política prevaleciera entre la población. Para los años 1980, el gobierno de Fernando Belaúnde Terry redujo las penas por delitos de difamación e injuria y estableció el abuso de autoridad para funcionarios que intentaron censurar medios de comunicación.
El diario La República se lanzó en formato berlinés en 1981 para luego relanzarse en tabloide a fines de aquella década, en medio de presiones de cierre por las Fuerzas Armadas del Perú. A fines de la década de 1980, las Fuerzas Armadas del Perú crearon el Plan Verde, que supuso en sus planes políticos el genocidio de los peruanos empobrecidos e indígenas, el control o censura de la prensa en la nación y el establecimiento de una economía neoliberal controlada por una junta militar. Se sabía que los militares posteriormente se enfrentaban a grupos subversivos, entre los que podría haber infiltrados hasta de rock subterráneo, pero no se sabía cómo distinguir el contenido apologético del terrorismo.
Después de las elecciones generales de Perú de 1990, el nuevo presidente electo Alberto Fujimori adoptaría muchas de las políticas descritas en el Plan Verde.  En 1991, se produjo un notable incidente de censura contra los diarios La República y El Comercio, que duró un día. Durante el período del golpe de 1992, sólo al gobierno de Fujimori se le permitió comunicarse con el público y todos los periódicos se imprimieron bajo observación militar y tenían contenido similar; se ordenó a todos los periódicos que no incluyeran la palabra «golpe». Posteriormente, Fujimori evitó intervenciones directas sobre la prensa, ya que la mayoría de los medios respaldaban sus objetivos, garantizando así la estabilidad de los intereses empresariales. Esto quedó demostrado por el rechazo del proyecto de creación del Consejo Peruano de Cultura y Comunicación, así como una propuesta posterior del Congreso de la República en este sentido. Asimismo, en 1993 se registraron detenciones a periodistas.
Durante el resto del mandato de Fujimori, su gobierno financió a los medios de comunicación a cambio de ofrecer una cobertura positiva y leal hacia la presidencia. Por medio de la red de corrupción, se realizaron sobornos y promesas de clemencia legal a múltiples tabloides de la prensa chicha, al diario Expreso y a los canales de televisión Global Televisión, Latina Televisión, ATV, América Televisión y Panamericana Televisión. Los portales de Internet emergentes en el país que albergaban contenido creado por grupos de la oposición sobrevivieron a la censura.

### SigloXXI
Después del gobierno de Fujimori, Perú emprendió esfuerzos para restaurar los procesos democráticos, y con estos surgieron iniciativas para restaurar la libertad de prensa a partir del gobierno de Valentín Paniagua. Sin embargo, coincidiendo con expresiones de veto y mordaza contra la memoria de la Comisión de la Verdad y Reconciliación, resurgieron amenazas por parte de varios gobiernos oficialistas y militares. En 2004, el legislador Jorge Mufarech propuso tomar acciones de censura a los medios por acusaciones en contra de Alejandro Toledo.
Durante el gobierno de Alan García, se atribuyó a una supuesta estrategia neoliberal el cierre de varios medios de comunicación que cuestionaban al gobierno. Uno de ellos fue La Voz de Bagua, una radio que se atrevió a cubrir los sucesos ocurridos en esa ciudad en 2009. Esta emisora fue amenazada por funcionarios del gobierno, e incluso el Ministerio de Transportes y Comunicaciones revocó su licencia.
En 2007, el Instituto Nacional de Cultura concedió la censura de la exposición encabezada por pintor Piero Quijano. Alan García justificó que una de sus obras mostraba como ofensa a las Fuerzas Armadas. En 2008, Perú 21 impidió presentar la obra realizada por el artista Álvaro Portales en la sección «Otorongo» por su fuerte contenido contra García.
En la década de 2010, ocurrió una reducción de libertad de expresión en los medios de comunicación peruanos. Los trabajadores sufrieron de amenazas de muerte, y programas políticos como El francotirador y Enemigos públicos fueron cancelados.   En 2011, la telenovela La Perricholi fue objeto de recortes por introducir temas sexuales y religiosos en televisión abierta. Según Perú.com, se supo que la telenovela estaba bajo presión por parte de grupos religiosos, y Michel Gomez calificó esta censura de «homofóbica e ideológica».
El año 2012 ocurrió otra censura por orden del Ministerio de Justicia a obras relacionadas con la captura de Abimael Guzmán. En simultáneo, el Estado se negó a acceder públicamente información sobre seguridad y defensa nacional. A pesar de la existencia de leyes de acceso a la información, en la práctica los documentos oficiales no siempre se ponen a disposición de los periodistas.
Durante la crisis de fines de la década de 2010, el Congreso intentó controlar a la prensa. Los ataques verbales contra trabajadores de la prensa por parte de políticos aumentaron en la década de 2020, y Reporteros sin Fronteras documentó que grupos de extrema derecha en Perú atacaban a periodistas. Uno de los grupos notables en tales ataques es La Resistencia, en que la CPJ reportó en 2023 el hostigamiento por parte de los colectivos.
En 2018, la jueza la jueza Yanet Ofelia Paredes Salas ordenó el retiro de la serie La paisana Jacinta en las plataformas de televisión y redes sociales de Latina Televisión. Si bien se tomó como motivo al rechazo de la discriminación por procedencia étnica, se discutió si el pedido interfiere con el artículo 2, inciso 4, de la Constitución de 1993.

#### Crisis política de 2021-presente
Durante la crisis política ocurrida desde 2021, el Congreso de la República elaboró un proyecto de ley para censurar obras que tergiversen «la verdad» de la memoria colectiva peruana. El proyecto de ley fue criticado por instituciones museísticas por recurrir a visiones subjetivas de la memoria colectiva.
En 2022, el Congreso de la República estableció la prohibición de que sus trabajadores realicen declaraciones públicas que «[afecten] la imagen del Congreso o la dignidad de los congresistas». Entre los afectados se encuentra un asesor de la congresista Flor Pablo, Diego Pomareda, sancionado tras denunciar en Twitter un caso de abuso de poder del parlamento.
En 2023, tras el período de convulsión social, la administración de Dina Boluarte, respaldada por sectores conservadores del parlamento, propuso medidas para abordar la incitación a la violencia en las protestas, incluyendo sanciones para los comunicadores que promuevan dichos actos. Esta propuesta fue seguida por intentos de separar de la IRTP a quienes se oponen al mandato de Boluarte y la formulación de  palabras prohibidas en los libros escolares por su carácter sensible.
Estas acciones se extendieron a los esfuerzos por ejercer presión sobre funcionarios de alto rango. Entre los destituidos se encontraba Rudecindo Vega, miembro del Comité Nacional de Administración del Fondo para la Construcción de Viviendas y Centros Recreacionales para los Trabajadores en Construcción Civil del Perú, a petición de la ministra de Trabajo. Seguido de Edgardo Rodríguez Gómez, jefe de la dirección general de derechos humanos, por elaborar un informe que criticaba un proyecto de ley que amnistía a las personas que cometieron violaciones de los derechos humanos hasta 2003.
Mientras tanto, el Colegio de Abogados de Ayacucho señaló que la Defensoría del Pueblo intentó regular las canciones tradicionales del carnaval de Ayacucho. Asimismo, se reportaron intentos de censura con obras alegóricas. El Frente de Defensa del Pueblo de Ayacucho afirmó que ocurrió con un carro alegórico durante el carnaval ayacuchano. En Cuzco, ocurrió un caso similar con la obra La Descarada, de César Aguilar «Chillico», que hacía alusión a Dina Boluarte. Tiempo después, en Cajamarca, un gobernador oficializó la prohibición de la sátira política, una práctica que infringe la Constitución Política del país.
En 2024, las autoridades siguieron intentando evitar cualquier manifestación contra Dina Boluarte en Arequipa, cuando la policía le arrebató una cometa en el aire con el mensaje «Fuera»; en Juanjí, cuando el director del instituto obligó a una influencer a recibir amablemente a la presidenta para apoyar sus estudios; y en Lima, donde se impidió la exhibición de obras pictóricas de la Asociación Cultural Brisas del Titicaca en la Biblioteca Nacional. Ese mismo año, la Policía Nacional propuso denunciar a Carlos Tovar, «Carlín», por cuestionar la labor policial en sus caricaturas. Además, el Ministerio Público denunció a la artista Lola Estrada por supuestamente ultrajar la bandera peruana cuando escenificó una parodia de Dina Boluarte en enero de 2023.
En el Gran Teatro Nacional se vetó la actuación del Dúo Argedas por tener posturas disidentes respecto al oficialismo. Meses después, el recinto pasó a ser centro de eventos del gobierno y sus siguientes actos debieron someterse a una revisión previa para gestionar las fechas de su presentación.
En 2025, el gobierno de Dina Boluarte continuó adoptando medidas de censura e intervino incluso en propiedades privadas. El gobierno reestructuró el Lugar de la Memoria, coincidiendo con la salida del historiador Manuel Burga de la dirección. Entre otras medidas, se canceló la exposición Wiphalas por la memoria, que se había presentado en Arequipa, así como otras relacionadas con los derechos humanos que ya fueron programadas. Por su parte, la Defensoría del Pueblo prohibió el acceso a los testimonios de las víctimas del conflicto armado recabados por la Comisión de la Verdad y Reconciliación y posteriormente digitalizados para su difusión. Mientras tanto, se censuró una obra de crítica social realizada por estudiantes de la Pontificia Universidad Católica del Perú basada en experiencias católicas, tras recibir la aprobación de la directora general de Industrias Culturales y promocionarla en un cartel. 

##### Censura de obras críticas al gobierno de Dina Boluarte
En 2023, pobladores denunciaron intentos de censura en su obra alegórica contra la mandataria Dina Boluarte denominada La Descarada, inspirada en el calificativo de «Dina asesina». Días después, se descubrió que la obra fue desmontada y quemada. Como resultado, una nueva copia fue presentada en Arequipa. En agosto de ese año, su creador César Aguilar «Chillico» (artista quien colaboró con la revista Hildebrandt en sus Trece y recibió el acoso de La Resistencia) fue despedido de la universidad, supestamente oficialista, donde enseñó; caso que su veto al público permaneció con la prohibición de otras exposiciones por parte de la Policía Nacional del Perú. Las intenciones de censura continuaron al año siguiente, cuando se realizaba una exposición de sus obras.
En 2024, la Policía Nacional del Perú presentó una denuncia contra el caricaturista Carlín, acusándolo de atentar contra la imagen de la institución. Se trató de uno de los precedentes de un juicio a un caricaturista en el país, según la periodista Zuliana Lainez. Ante ello, la Asociación Nacional de Periodistas y el Consejo de la Prensa Peruana criticaron el empleo del comunicado como una estrategia para emprender acciones legales contra el caricaturista. En solidaridad a Carlín, varios caricaturistas compartieron sus propias viñetas relacionadas con la Policía. En cambio, el congresista Jorge Montoya compartió una viñeta generada por inteligencia artificial en la que un policía amenazaba a Carlín de hacer una caricatura a su favor.

##### Omisión de informes gubernamentales
En el ámbito de la pobreza, en 2023 se impidió que el Instituto Nacional de Estadística e Informática (INEI) revelara la pobreza generalizada en el país durante el mandato de Dina Boluarte. Mientras tanto, se estuvo trabajando en un método que pudiera manipular sus cifras para presentarlas al público. Asimismo, se mantuvo en secreto un informe completo del Ministerio de Desarrollo e Inclusión Social sobre el hambre.
En 2024, se descubrió en una reunión de la Comisión Consultiva de Medición de la Pobreza que se habría creado un Decreto Supremo para quitar al INEI la facultad de realizar la medición de la pobreza multisectorial y que esta pase a manos del Ministerio de Desarrollo e Inclusión Social, es decir, del gobierno de Dina Boluarte. Fue aprobado el 31 de diciembre de ese año, lo que confirma la posibilidad de «maquillar las cifras».
La omisión del informe se habría repetido en el sector clima, a cargo del Ministerio del Ambiente, según el semanario Hildebrandt en sus trece.

##### «Ley anticine»
En el ámbito cinematográfico, en 2024 se denunciaron la eliminación de convocatorias para la promoción de la producción audiovisual regional y la solicitud de información sobre la financiación de películas parcialmente subvencionadas por el Estado. Las inquietudes surgieron en el contexto de la distribución del largometraje La piel más temida. Dicha película generó polémica por su tratamiento de los grupos subversivos de izquierda radical y la memoria histórica.
Posteriormente, legisladores solicitaron la creación de una comisión para examinar los estímulos económicos estatales asignados a la producción audiovisual peruana en años anteriores con el fin de supervisar «proyectos artísticos con carga ideológica». Esta comisión fue creada en respuesta a las críticas de los sectores conservadores a las películas que desafiaban narrativas conservadoras predominantes sobre la época de terrorismo. La ministra de Cultura, Leslie Urteaga, anunció que se revisaría la financiación estatal para promover «la paz, la democracia y la memoria histórica de la nación». Artistas como Wicho García denunciaron la medida como una forma de censura a la expresión cultural.
En junio de 2024, los congresistas aprobaron la modificación de la ley del cine, en la cual Promperú gestiona las producciones cinematográficas en todo el territorio peruano. El escritor de Caretas, Gabriel Ruiz Ortega, advertía que esa modificación tiene un propósito crematístico para las productoras de cine. Uno de los artículos modificados establece «la exigencia de respeto a las buenas costumbres y la defensa de los intereses del Estado peruano». Esta regla fue criticada por permitir al Estado revisar los guiones antes de su aprobación, presuntamente controlada por sectores autoritarios y conservadores. Una de las figuras destacadas de la cultura peruana, Sonaly Tuesta, apodó esta sanción legislativa como la «ley anticine». La norma fue observada por el gobierno de Dina Boluarte.
En 2025, la agencia TBWA presentó en un conservatorio cómo se vería la película La boca del lobo, que fue prenominada a los premios Óscar, en «la versión del gobierno». Según esta, varias escenas políticamente sensibles protagonizadas por el personaje militar Iván Roca quedarían mutiladas por la ley promulgada. Cuando el Congreso aprobó por insistencia la modificación de la ley de cine con el respaldo de Fuerza Popular, TBWA y la Asociación Peruana de Prensa Cinematográfica relanzaron la campaña «La versión del gobierno» a nivel internacional. La campaña detallaba el impacto de la «ley anticine» en varias películas consagradas, incluida la recientemente estrenada La piel más temida.

##### Censura de obra con referencias a la fe católica
En 2025, se difundió un póster de la obra de teatro de crítica social María Maricón, realizada por estudiantes de la Pontificia Universidad Católica del Perú y basada en experiencias católicas. La obra fue aprobada por la directora general de Industrias Culturales del Ministerio de Cultura. Sin embargo, tras saberse que la obra hacía referencia a la fe católica, concretamente a la Virgen María, el Ministerio inició el proceso de anulación de la categoría de «espectáculo público cultural no deportivo», que se concretó días después. La entidad explicó que, en defensa de «la libertad religiosa» y la «protección de festividades religiosas consideradas patrimonio inmaterial de la Nación», estaban evaluando la posibilidad de tomar «medidas correctivas pertinentes». El ministro de Cultura, Fabricio Valencia, se mostró contrario a las manifestaciones que atenten contra las creencias religiosas, dado que Perú tiene un fuerte legado católico, y confirmó que la aprobación de la funcionaria estatal que renunció fue un «error administrativo».
Luego de conocerse las declaraciones del Ministerio de Cultura, la universidad suspendió la exhibición la obra y todas las que se iban a representar en su festival. La producción de la obra, protagonizada por un activista LGBT e incluía referencias del folclore peruano, criticó que el ministerio la censurara antes de su estreno y se preguntó: «¿[Acaso] hay daño alguno en cuestionar nuestras tradiciones y abrir estos espacios de discusión? El arte debe ser un espacio de libertad, sin censura ni exclusión». El cardenal Carlos Castillo señaló que, aunque su afiche distorsionaba la imagen de la Virgen María, en ningún momento la obra de teatro había intentado perjudicarla.
Días después, la Defensoría del Pueblo exhortó al Congreso a interpelar a Fabricio Valencia por permitir la polémica obra teatral sobre la Virgen María. Mientras tanto, un grupo de congresistas mujeres, muchas de ellas de Renovación Popular, firmó un documento en el que se explica que la libertad de expresión no debe utilizarse para «atacar ni denigrar las convicciones y tradiciones de los demás».
Cabe señalar que los artistas Lucho Cáceres y Tatiana Astengo criticaron la permisividad de los grupos ante otra actitud que «ofende su fe y a su institución», en referencia al escándalo de abuso sexual denunciado contra Juan Luis Cipriani. Por su parte, Alfredo Quintanilla planteó dudas sobre el papel de la Iglesia católica debido al aumento de la presencia laica a la hora de abordar asuntos eclesiásticos, coincidiendo con la denuncia por supuestos abusos de poder cometidos por uno de sus máximos representantes, conocido por criticar posturas no conservadoras.